# 3-(2-乙基己氧基)-1,2-丙二醇
3-(2-乙基己氧基)-1,2-丙二醇是一种有机化合物，化学式为C11H24O3。它可由丙三醇、2-乙基己酸和氢气在钯催化下反应制得；或由异辛基缩水甘油醚在对甲苯磺酸催化下水解得到。它和硫酸二甲酯或磷酸三甲酯在一定条件下反应，可以得到3-[(2,3-二甲氧基丙氧基)甲基]庚烷。